# Zygmunt Przygoda

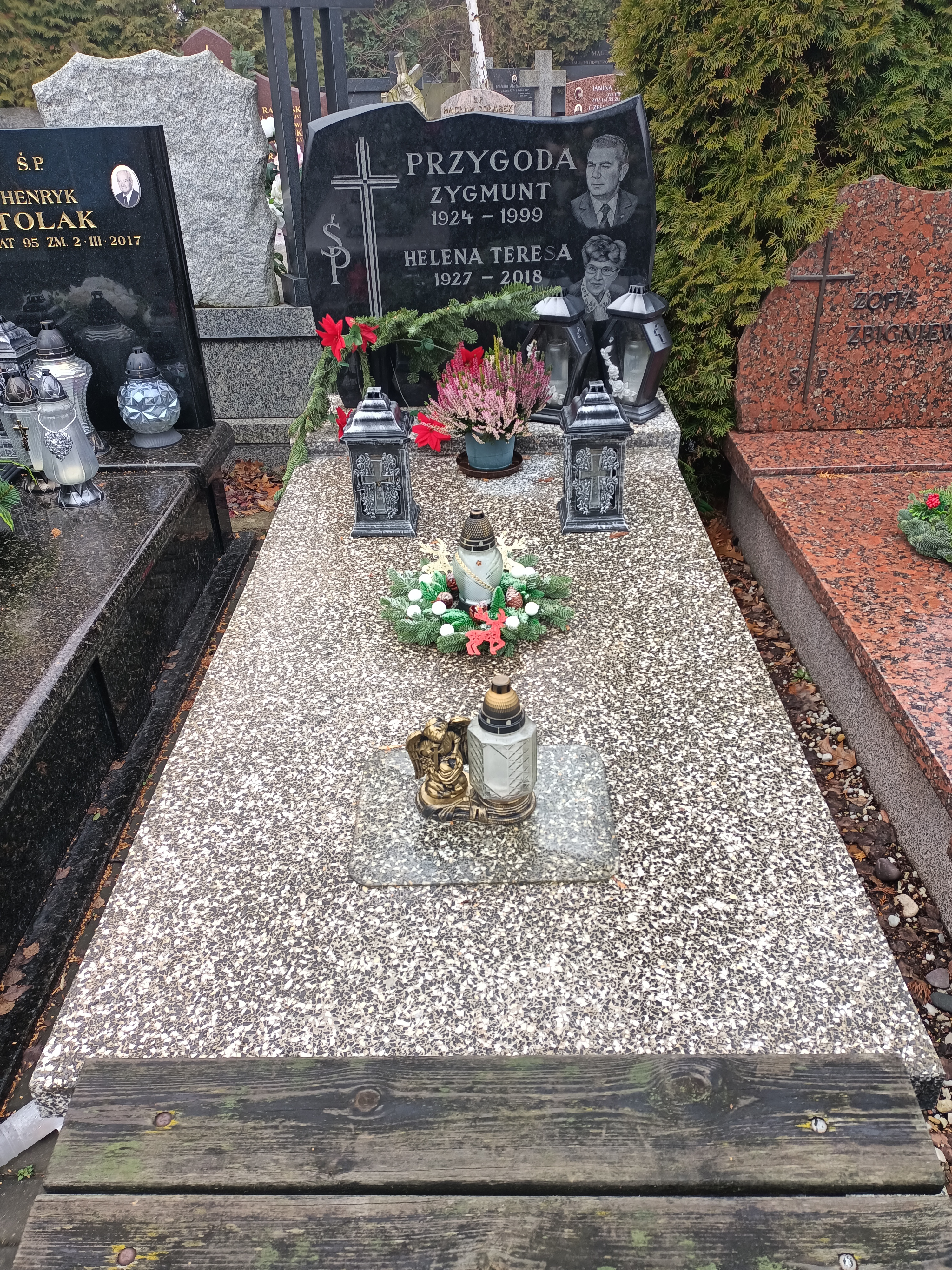
Grób Zygmunta Przygody w na cmentarzu w Pyrach

Zygmunt Przygoda (ur. 6 grudnia 1924 w Rykałach, zm. 29 listopada 1999 w Warszawie) – polski piłkarz występujący na pozycji obrońcy i pomocnika.

## Życiorys
Karierę zaczynał przed II wojną światową w Skrze Warszawa, w okresie okupacji grał w konspiracyjnym klubie Korona. Walczył w powstaniu warszawskim, przeszedł przez obóz koncentracyjny w Dachau.
W 1945 był piłkarzem Warszawianki i jeszcze w tymże roku wskutek fuzji warszawskich klubów znalazł się w składzie Polonii. Był raczej graczem rezerwowym, ale dzięki dwóm występom w fazie pucharowej rozgrywek (wygranymi z Ogniskiem Siedlce i Wisłą Kraków) sięgnął w 1946 wraz z Polonią po mistrzostwo Polski; był najmłodszym piłkarzem z tytułem pierwszego powojennego mistrza kraju. Trzy mecze ligowe w barwach Polonii zaliczył ponadto w sezonie 1948. W 1949 przeszedł do Ogniwa Warszawa (późniejszej Syreny), gdzie grał do 1954. Z zawodu był montażystą dźwigowym.